# Philip Herbert Cowell
Philip Herbert Cowell, FRS (Calcuta, India, 7 de agosto de 1870 - Aldeburgh, Inglaterra, 6 de junio de 1949) fue un astrónomo británico.

## Biografía
Cowell nació en Calcuta, en la India, y estudió tanto en Eton como en el Trinity College de Cambridge. Llegó a ser el segundo asistente jefe del Real Observatorio de Greenwich en 1896 y más tarde, entre 1910 y 1930, ejerció de superintendente en la HM Nautical Almanac Office. Centró su trabajo en la mecánica celeste y, en particular, en las órbitas de los cometas y los planetoides. También estudió la discrepancia que existía por aquel entonces entre la posición teórica de la Luna y la posición que esta ocupaba de acuerdo con las diferentes observaciones.
Fue elegido Miembro de la Royal Society el 3 de mayo de 1906. Asimismo, en 1911 ganó la medalla de oro de la Real Sociedad Astronómica.
En 1909, descubrió un asteroide de diez kilómetros de diámetro situado en el cinturón principal y perteneciente a la familia Eunomia. Este se conoce como (4358) Lynn en honor a William Thynne Lynn, quien también trabajó en el observatorio de Greenwich.
Un año después, en 1910, Cowell recibió junto con Andrew Crommelin el Premio Jules Janssen, el galardón más importante concedido por la Sociedad astronómica de Francia.
Cowell falleció en Adeburgh, en el condado inglés de Suffolk, en 1949, a los 78 años de edad. Un asteoroide, (1898) Cowell, fue nombrado así en su honor.